# Grupo Taller de Estocolmo
Grupo Taller de Estocolmo: Foi um coletivo de escritores chilenos fundado em 1977, na Suécia, pelos poetas Sergio Infante, Adrián Santini e Carlos Geywitz aos que se integrou em 1978 o poeta Sergio Badilla Castillo e o narrador Edgardo Mardones e que durou até finais da década dos oitenta.

## Historia
O Grupo Taller de Estocolmo teve um trabalho senha na difusão da literatura chilena e hispano-americana em Escandinávia, durante as décadas finais do século XX. Uma parte importante de seu trabalho coletivo foi apoiado pela escritora sueca Sun Axelsson, quem desde a chegada destes escritores exilados à capital sueca, serviu como vínculo com os círculos intelectuais em os países nórdicos.
Um segmento importante das primeiras obras, dos cinco integrantes do Grupo Taller de Estocolmo, surgiram nesta etapa de criatividade conjunta, tais como: Sobre exílios de Sergio Infante, Depois do centauro de Adrián Santini, O olho da ira de Carlos Geywitz, ou A roxa do signo de Sergio Badilla Castillo.
Em 1991, os quatro poetas do grupo, Infante, Badilla, Santini e Geywitz, são incorporados na primeira antologia de poesia chilena, que compila e traduz ao sueco a poeta e escritora Sun Axelsson, junto dos tradutores, Marina Torres, Leif Duprez e Sören Persson, com o nome de Bevingade Lejon(Leão alado).
A comunidade literária destes escritores cessa definitivamente no final dos oitenta, devido ao retorno de Badilla e Mardones a o Chile e pela atividade docente e de pesquisa de Infante e Santini; mesmo que a afinidade lírica, temática e de amizade os mantém ainda em contato